# 626
El 626 (DCXXVI) fou un any comú començat en dimecres del calendari julià.

## Esdeveniments
- 29 de juliol – 7 d'agost: setge fallit de Constantinoble pels àvars, els eslaus, els búlgars i altres tribus paganes en coordinació amb els perses acampats a l'altra banda del Bòsfor.[1]
- Fundació d'Edimburg[cal citació]